# ルイス・サンタナ
ルイス・サンタナ（Luis Santana、男性、1958年11月19日 - ）は、ドミニカ共和国のプロボクサー。ラ・ロマーナ州ラ・ロマーナ出身。元WBC世界スーパーウェルター級王者。

## 来歴
1981年12月3日、アメリカ合衆国でプロデビュー。
1986年11月7日、NABF北米ウェルター級王座決定戦でアレン・ブラスウェル（ アメリカ合衆国）と対戦し、9回TKO勝ちで王座を獲得した。
1989年11月9日、IBF世界ウェルター級王者サイモン・ブラウン（ アメリカ合衆国）に挑戦し、0-3の大差判定負けで王座獲得ならず。
1994年11月12日、WBCスーパーウェルター級王者テリー・ノリス（ アメリカ合衆国）と対戦。5回にラビットパンチ（後頭部打ち）で試合続行不可能となったため反則勝ちとなり、王座を獲得した。
1995年4月8日、テリー・ノリスとリターンマッチで対戦。3回終了後のパンチで試合続行不可能となったためまたしても反則勝ちとなり、王座初防衛に成功した。
1995年8月19日、テリー・ノリスとラバーマッチで対戦し、2回TKO負けで王座から陥落した。
1999年6月24日の試合を最後に引退した。

## 獲得タイトル
- WBC世界スーパーウェルター級王座（防衛1度）